# Teatro Reina Victoria
El Teatro Reina Victoria es una sala de teatro de Madrid (España). Fue inaugurado el 10 de junio de 1916, según proyecto del arquitecto José Espelius, con fachada de vidrieras de Maumejean y azulejería de Talavera, y capacidad en la sala para más de seiscientos espectadores. Durante la II República se llamó simplemente Victoria y en octubre de 1936 fue rebautizado con el nombre del dramaturgo Joaquín Dicenta. Tras la guerra civil española recuperó su nombre regio.

## Historia
Derribado el edificio que ocupaba la Cervecería Inglesa, que en los años del cambio de siglo acogió tertulias con personajes como Benito Pérez Galdós, Jacinto Benavente o Leopoldo Alas «Clarín», en donde, irónicamente, hacia 1560 se ubicó el corral de Cristóbal de la Puente, el empresario José Juan Cadenas encargó a Espelius que levantase un teatro en el solar que dando a la Carrera de San Jerónimo hacía esquina a la calle de Echegaray. El proyecto, firmado el 12 de junio de 1915, se concluyó el 8 de junio de 1916, y dos días después se inauguró el local con el vodevil en tres actos El capricho de las damas de Blasco Soler y Asensio Mas, con música de Luis Foglietti y participación del propio Cadenas. Al estreno acudieron los reyes Alfonso XIII y Victoria Eugenia.
En su primera etapa se dedicó al género de la opereta, con fracasos estrepitosos como la Mefistófela de Benavente, y aciertos como El as, La duquesa de Tabarín, El príncipe de Carnaval o La bella Risetta, piezas "alegres y vistosas, adecuadas para lucir chicas guapas, música pimpante y decorados sugestivos". Con el trascurso del tiempo se dedicó a sala de zarzuela hasta que se especializó en alta comedia.

### Estructura
A pesar de la atractiva portada modernista del edificio, Espeliú presentó un esquema tradicional, con vestíbulo flanqueado por dos escaleras, sala en herradura abrazando el escenario y una gran claraboya que en su época se abría para ventilar la sala. Más atrevido fue el gran ventanal del salón de descanso de la planta superior.
El Teatro Reina Victoria fue adquirido en enero de 2018 por la familia García Azpiroz, dueña de Pescaderías Coruñesas, cuyo fundador, Evaristo García Gómez, adquirió a la sociedad Arequipa Producciones del actor Carlos Sobera. Solo esta operación se ha valorado en 9,4 millones de euros (incluida la hipoteca con Bankia que pesaba sobre el inmueble).

## Algunas obras estrenadas
| - Rafael Alberti - El adefesio (1976) - Jacinto Benavente - Vidas cruzadas (1929) - Antonio Buero Vallejo - Las cartas boca abajo (1957) - El sueño de la razón (1970) - Caimán (1981) - Ana Diosdado - Cuplé (1986) - Antonio Gala - ¿Por qué corres, Ulises? (1975) - La vieja señorita del paraíso (1980) - José López Rubio - Una madeja de lana azul celeste (1951) - El remedio en la memoria (1952) - Carlos Llopis - Nosotros, ellas y el duende (1946) - Antonio y Manuel Machado - Juan de Mañara (1927) - Miguel Mihura - Una mujer cualquiera (1953) | - Juan José Alonso Millán - Carmelo (1964) - Mayores con reparos (1965) - La vil seducción (1967) - Santiago Moncada - Vivamos hoy (1979) - Cena para dos (1991) - Siempre en otoño (1993) - Esmoquin (2001) - Esmoquin 2 (2003) - Alfonso Paso - Papá se enfada por todo (1959) - La corbata (1963) - Nerón-Paso (1969) - José María Pemán - La viudita naviera (1960) - Víctor Ruiz Iriarte - Juego de niños (1952) - La guerra empieza en Cuba (1955) - La vida privada de mamá (1956) - Alfonso Sastre - La mordaza (1954) |